# Rio Laba
Rio Laba ou Uádi Laba (Wadi Laba) é um rio sazonal na Eritreia. O rio termina no norte de Maçuá, desaguando no Mar Vermelho. No seu curso, o rio sofre uma fusão com o rio Wokiro.